# Tina Stroheker

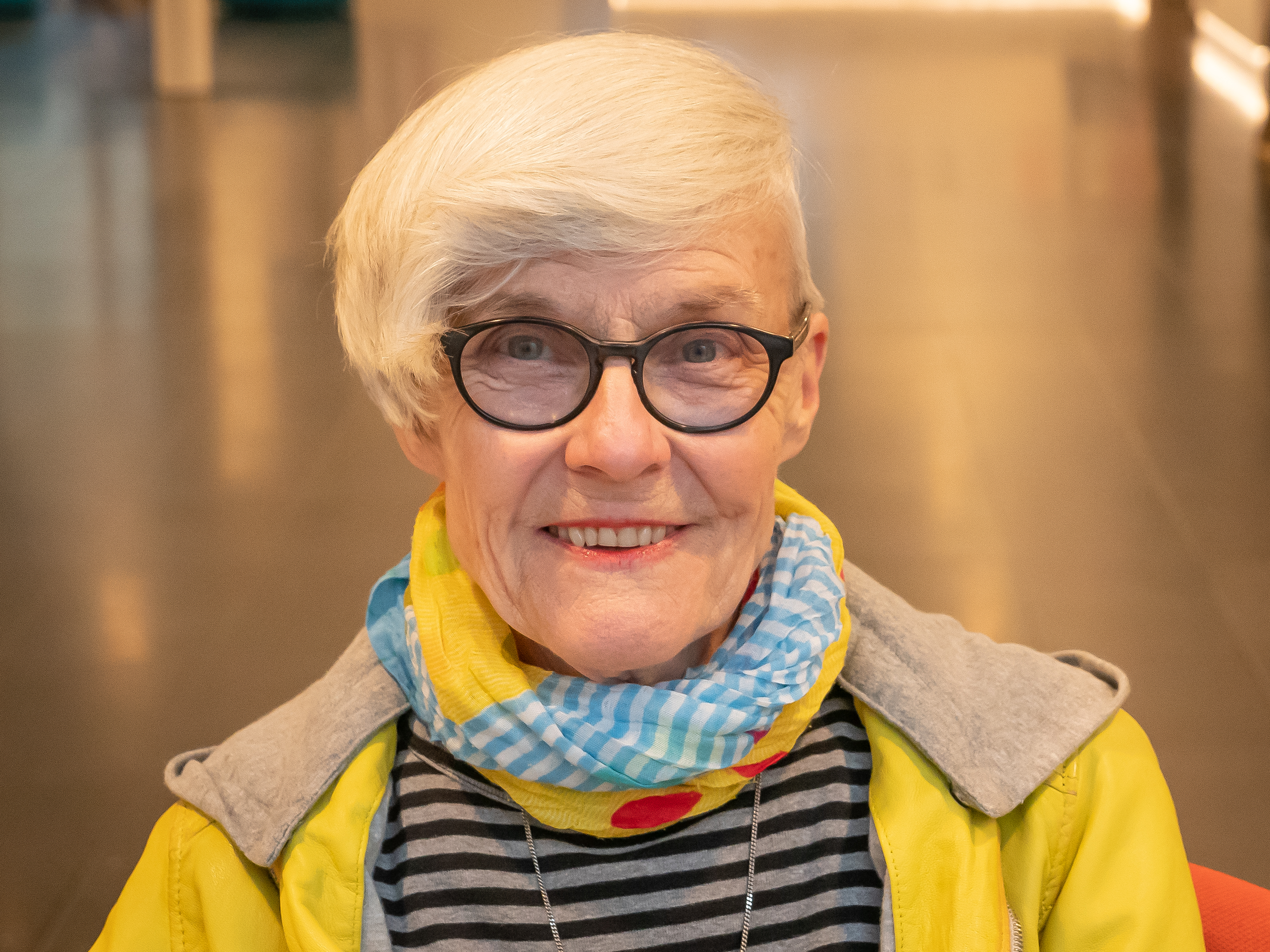
Tina Stroheker bei den Offenburger Literaturtagen WortSpiel 2023

Tina Stroheker (bis 1986 auch unter dem Namen Tina Stotz-Stroheker tätig, * 13. Juni 1948 in Ulm) ist eine deutsche Schriftstellerin.

## Leben
Tina Stroheker machte ihr Abitur auf dem humanistischen Humboldt-Gymnasium in Ulm und studierte 1967–1972 Germanistik, Geschichte und Politische Wissenschaft in München. Sie unterrichtete nach ihrem Staatsexamen zehn Jahre lang an Gymnasien, so zum Beispiel am Scheffold-Gymnasium Schwäbisch Gmünd und am Hohenstaufen-Gymnasium Göppingen und lebt seit 1983 als freie Schriftstellerin. Sie initiierte literarische Projekte, zum Beispiel 1979 die „Literarische Werkstatt Göppingen“ und 2011 den Eislinger Poetenweg, und hielt sich oft, auch mit Stipendien, im Ausland auf. 1981 erhielt sie den Förderpreis des Leonce-und-Lena-Preises, 1986 ein Stipendium in der Villa Massimo, 1992 den Literaturpreis der Stadt Stuttgart, 2003 den Josef-Mühlberger-Preis und 2017 den Andreas-Gryphius-Preis. 2022 wurde ihr für die Biografie Hana oder Das böhmische Geschenk der Berthold-Auerbach-Literaturpreis zuerkannt. Sie ist Mitglied des PEN-Zentrums Deutschland, des Verbandes deutscher Schriftsteller, der europäischen literarischen Vereinigung Die Kogge sowie der Künstlergilde Esslingen. Tina Stroheker lebt in Eislingen.

## Literarisches Schaffen

### Lyrik
In der Lyrik Strohekers gibt es einige Schlüsselwörter, die bei ihr häufig anzutreffen sind, neben „Haut“ und „Stein“ ist es besonders oft „Tod“, doch diese Wortschwere wird auch vielfach aufgefangen durch gegensätzliche Begriffe wie „heiter“ und „leicht“. Die Autorin gibt selbst darüber Auskunft, wenn sie schreibt: „Das Gedicht soll ‚möglichst leicht’ werden, doch das ‚Gewicht der Welt’ bleibt bewusst“.
Strohekers Lyrik ist poetologisch, sie behandelt die Sprache behutsam, fern von extremen Experimenten. Manche Themen berühren ihre Heimat, sind Ortsgedichte; viele andere gründen aus den Erfahrungen ihrer zahlreichen Auslandsaufenthalte. Der Lyriker Gerd Kolter sagt, ihr Schreiben sei von „Beginn an geprägt durch die Spannung zwischen Ortsgebundenheit und Weltläufigkeit, wobei beide Pole einander spiegeln und reflektieren“.

### Josef Mühlberger
Tina Stroheker machte mit einigen ihrer Arbeiten den bereits in Vergessenheit geratenen böhmischen Schriftsteller Josef Mühlberger (1903–1985) wieder allgemein bekannt. Mühlberger, dessen Bücher 1936 verboten wurden, betätigte sich zuletzt als Übersetzer tschechischer Literatur und zählte zu jenen Schriftstellern, deren Hauptanliegen der Gedanke der Vermittlung und Freundschaft zwischen Deutschen und Tschechen war. Strohekers 2003 erschienenes Buch Vermessung einer Distanz ist ein Erfahrungsbericht über Begegnungen mit dem Schriftsteller, über den sie bereits 1999 in Mein Kapitel Mühlberger. Erinnerungen an einen Autor geschrieben hatte. Es gibt, so stellt sie fest, eine verbindende Welt des Geistes über die Grenzen von Sprachen, Kulturen und Generationen. Für ihre Verdienste um den Schriftsteller erhielt sie 2003 den „Josef-Mühlberger-Preis“.

### Polen
Mit ihren Büchern hat sich Tina Stroheker auch um eine Verständigung mit Polen bemüht. Zuletzt waren es Miniaturen im Lodzer Wörterbuch, in denen an manchen Stellen die Erinnerung an die dunkle Vergangenheit dieser Stadt durchscheint, wenn sie zum Beispiel von der „Spur, die im Menschen bleibt“ schreibt. In Pommes Frites in Gleiwitz. Eine poetische Topographie Polens stellt sie dagegen das Nachbarland auf manchmal amüsante Art dar. In dem bereits 1998 erschienenen und auch ins Polnische übersetzten Polnischen Journal macht sie sich während einer Reise durch das Land ein eigenes Bild, frei von alten und neuen Klischees. Im Vorwort meint der polnische Autor Andrzej Szczypiorski: „Wir brauchen solche Texte“.

### LGBTIQ
Tina Stroheker engagiert sich in der LGBTIQ-Community mit Vorträgen und Workshops. 2013 veröffentlichte sie Luftpost für eine Stelzengängerin. Notate vom Lieben, eine Auseinandersetzung mit ihrem Coming Out und mit der Tradition lesbischer Literatur als Bezugspunkt.

## Werke
- „Provinz“ oder die zufällige Wiederentdeckung der Mondsichel. Schmelzer, Eislingen 1982, ISBN 3-88614-004-0.
- Weg zum Horizont. van der Wal, Bergen (NL) 1982.
- Die zweite Horizontlinie. Nachwort von Walter Helmut Fritz. Edition Cordeliers, Stuttgart 1983, ISBN 3-922836-19-4.
- Vielleicht. Liebesgedichte. Van der Wal, Bergen (NL) 1985.
- Hinter der Stirn den Tod. Gedichte. Bühl-Moos, Göppingen 1987, ISBN 3-89151-049-7.
- Das Meer ist ein Gerücht. Texte eines römischen Jahres. Bühl-Moos, Göppingen 1989, ISBN 3-89151-088-8.
- Aufenthalt. Gedichte und vermischte Prosa. 2 Bde. Kunstverein Eislingen, ISBN 978-3-929947-23-6.
- Polnisches Journal. Aufzeichnungen von unterwegs. Klöpfer und Meyer, Tübingen 1998, ISBN 3-931402-27-4.
- In Übung bleiben. Die Künstlergilde, Landesgruppe Baden-Württemberg 1999, ISBN 3-925125-45-0.
- Mein Kapitel Mühlberger. Erinnerungen an einen Autor. (Hrsg.) Kunstverein Eislingen 1999, ISBN 3-929947-24-2.
- Vorausgeworfener Schatten. Gedichte. Klöpfer und Meyer, Tübingen 2001, ISBN 3-421-05709-5.
- Vermessung einer Distanz. Aufzeichnungen in der Umgebung Josef Mühlbergers. Kunstverein Eislingen 2003, ISBN 3-929947-31-5.
- Pommes frites in Gleiwitz. Eine poetische Topographie Polens. Klöpfer und Meyer, Tübingen 2003, ISBN 3-421-05767-2.
- Lodzer Wörterbuch. Miniaturen. / Słownik łódzki. Deutsch und polnisch. (Gesamttitel: Tygiel kultury. Biblioteka Tygla kultury. T. 24. Eislinger Edition). Eislingen und Tygiel Kultury, Łódź 2005, ISBN 3-929947-38-2 und 83-88552-33-3 (Tygiel Kultury).
- Auf einander zu. Gedichte und Prosa. Aphaia Verlag mit Edition Eigendruck, Berlin 2005, ISBN 978-3-926677-47-1.
- Was vor Augen liegt. Gedichte. Klöpfer & Meyer, Tübingen 2008, ISBN 978-3-940086-22-8.
- Du schickst mir deine Gedichte, ich schick dir meine. Zweisprachige Lyriklesungen in Eislingen. Hrsg. eislinger edition des kunstvereins, Eislingen 2010, ISBN 978-3-929947-45-8.
- Josef Mühlberger in Eislingen. Reihe Spuren, Heft Nr. 94. Deutsches Literaturarchiv Marbach 2011, ISBN 978-3-937384-73-3.
- Meine blaue Teekanne bleibt mir treu. Der Eislinger Poetenweg. (Hrsg.) eislinger edition, Eislingen 2012. ISBN 978-3-929947-48-9.
- Luftpost für eine Stelzengängerin. Notate vom Lieben. Klöpfer & Meyer, Tübingen 2013. ISBN 978-3-86351-070-1.
- Inventarium. Späte Huldigungen. Klöpfer & Meyer, Tübingen 2018. ISBN 978-3-86351-464-8.
- Hana oder Das böhmische Geschenk. Ein Album. Kröner, Stuttgart 2021. ISBN 978-3-520-75901-6.